# سالم عبد الله السقطري
سالم عبد الله السقطري (و. 1969) ضابط وسياسي يمني، من مواليد محافظة سقطرى، يشغل منصب وزير الزراعة والري والثروة السمكية حاليا في حكومة معين منذ 18 ديسمبر 2020.

## المؤهلات العلمية
ألتحق بالكلية العسكريه بمعسكر صلاح الدين بالعاصمة عدن في عام 1987 وتخرج برتبة ملازم ثاني دبلوم علوم عسكريه عام 1989.

## المناصب التي تولاها
- مدير أمن ارخبيل سقطرى من عام 2012 الى 2014.[2]
- مديرآ عام لشرطة محافظة ارخبيل سقطرى من 2014 الى 2016 بعد إعلان  سقطرى محافظة.[2]
- تم تعيينه محافظ لمحافظة ارخبيل سقطرى في 2016 واستمر حتى يونيو 2017.[2]
- حالياً يشغل منصب وزير الزراعة والري والثروة السمكية وعضو هيئة الرئاسة للمجلس الانتقالي الجنوبي